# Physocnemum brevilineum
Physocnemum brevilineum är en skalbaggsart som först beskrevs av Thomas Say 1824.  Physocnemum brevilineum ingår i släktet Physocnemum och familjen långhorningar. Inga underarter finns listade i Catalogue of Life.